# Sparasion radchenkoi
Sparasion radchenkoi är en stekelart som beskrevs av Kononova 2003. Sparasion radchenkoi ingår i släktet Sparasion och familjen Scelionidae. Inga underarter finns listade i Catalogue of Life.